# LaPerm
Il LaPerm è una razza di gatti provenienti dagli Stati Uniti d'America.

## Storia
L’origine della razza risale al XX secolo, quando si diffuse in Oregon. In una fattoria vennero alla luce 6 cuccioli; un gattino, alla nascita privo di pelo, con il passare del tempo cominciò a presentare i primi riccioli sul corpo.
Dopo 10 anni, la gatta ebbe un'altra cucciolata di gattini con identiche caratteristiche, allora si capì che era una questione di genetica. La padrona dei cuccioli decise di chiamare questa nuova razza LaPerm.

## Descrizione
Caratteristiche fisiche
Occhi: Gli occhi sono grandi, il loro colore può essere giallo, rame, verde, blu, in base al manto.
Pelo: Riccioli sul corpo di lunghezza variabile.
Testa: La testa è spigolosa, con orecchie grandi o medie.
Carattere
Il gatto LaPerm è coccolone ed affettuoso, ma anche giocherellone.